# John McCormack (tenor)
John McCormack (ur. 14 czerwca 1884 w Athlone, zm. 16 września 1945 w Dublinie) – amerykański śpiewak pochodzenia irlandzkiego, tenor.

## Życiorys
Jego rodzice pochodzili ze Szkocji. Ukończył Sligo College, następnie wyjechał do Dublina z zamiarem podjęcia pracy w administracji publicznej, ostatecznie jednak zdecydował poświęcić się muzyce. Początkowo śpiewał w chórze przy prokatedrze NMP w Dublinie, w 1903 roku wygrał konkurs śpiewaczy na festiwalu Feis Ceoil. Tam też poznał śpiewaczkę Lily Foley, którą poślubił w 1906 roku. Miał z nią dwójkę dzieci, Cyrila i Gwendolyn. Przyjaźnił się z Jamesem Joyce’em, z którym w 1904 roku wystąpił na wspólnym koncercie.
W 1905 roku wyjechał do Mediolanu, gdzie studiował u Vincenza Sabbatiniego. W 1906 roku, występując pod pseudonimem Giovanni Foli, zadebiutował w Savonie na scenie operowej, wykonując rolę Fritza w operze Pietra Mascagniego L’Amico Fritz. W 1907 roku osiadł w Londynie, gdzie w tymże roku debiutował na deskach Covent Garden Theatre rolą Turridu w Rycerskości wieśniaczej. Z Covent Garden związany był do 1914 roku, występując w operach Mozarta, Rossiniego, Gounoda, Verdiego i Pucciniego. W 1909 roku po raz pierwszy wystąpił w Stanach Zjednoczonych, biorąc udział w przedstawieniu Traviaty w Manhattan Opera House w Nowym Jorku. W latach 1910–1918 śpiewał w nowojorskiej Metropolitan Opera, gościnnie występował też w Bostonie (1910–1911) i Chicago (1912–1914). W 1917 roku otrzymał obywatelstwo amerykańskie. Po 1920 roku zrezygnował z występów w repertuarze operowym, prowadząc wyłącznie działalność koncertową. Pożegnalny koncert dał w 1938 roku. W czasie II wojny światowej występował charytatywnie dla Czerwonego Krzyża na falach rozgłośni BBC.
Prezentował różnorodny repertuar, wykonując zarówno arie z barokowych oper Händla, niemiecką lirykę wokalną okresu XIX wieku, jak i narodowe pieśni irlandzkie. Pozostawił po sobie liczne nagrania płytowe. Wystąpił w filmach Song o’ My Heart (1930) i Wings of the Morning (1937).
Był wielokrotnie nagradzany papieskimi wyróżnieniami: w 1913 krzyżem komandorskim Orderu Grobu Świętego, w 1921 krzyżem komandorskim z gwiazdą Orderu Świętego Grzegorza Wielkiego, w 1923 krzyżem komandorskim z gwiazdą Orderu Świętego Sylwestra, a w 1928 roku otrzymał z rąk papieża Piusa XI tytuł hrabiego.